# ニコラ・マクシモヴィッチ
ニコラ・マクシモヴィッチ（Nikola Maksimović, 1991年11月25日 - ）は、コソボ（旧ユーゴスラビア）・プリシュティナ出身のサッカー選手。元セルビア代表。ポジションはディフェンダー。

## 経歴

### クラブ
2008年にFKセヴォイノでプロデビュー。FKスロボダ・ウジツェを経て2012年には国内の強豪・レッドスター・ベオグラードへ30万ユーロで移籍。
2013年7月23日、イタリアのトリノFCへレンタル移籍。2013-14シーズンの途中に350万ユーロでの完全移籍が決定した。トリノでは3シーズンで公式戦76試合を経験。
2016年8月31日、SSCナポリへ2700万ユーロで完全移籍を果たした。高額な移籍金のため活躍が期待されたが、ラウール・アルビオルとカリドゥ・クリバリのCBコンビや第3CBのヴラド・キリケシュ存在もあってカップ戦での出場すらままならず、加入1年目は8試合の出場で終わった。
2018年1月26日、出場機会を求めてFCスパルタク・モスクワにシーズン終了までの期限付き移籍で加入。3月4日のロコモティフ・モスクワ戦でロシアリーグデビューを果たした。
2021年8月31日、ジェノアCFCに移籍した。
2023年7月7日、ハタイスポルに2年契約で加入した。

### 代表
2012年8月15日のアイルランド戦でセルビア代表デビューを果たした。

## タイトル

### クラブ
レッドスター・ベオグラード
- セルビア・カップ ： 2011-2012

ナポリ
- コッパ・イタリア：2019-20